# Borys Pimonow
Borys Pimonow, ros. Борис Арсеньевич Пимонов (ur. 27 października 1901 w Wilnie, zm. 1 grudnia 1961 w Millville w USA) – rosyjski działacz społeczny i kulturalny w Polsce, staroobrzędowiec, poseł na Sejm RP, działacz emigracyjny

## Życiorys
Uczył się w szkole średniej w Orenburgu. Ukończył gimnazjum w Warszawie. Następnie ukończył studia na Wydziale Sztuk Pięknych i Architektury Uniwersytetu im. Stefana Batorego w Wilnie i na Wydziale Budowlanym Politechniki Warszawskiej, otrzymując dyplom architekta-inżyniera. Jednocześnie od 1919 r. pełnił funkcję sekretarza, zaś od 1927 r. zastępcy przewodniczącego Wileńskiej Gminy Wyznaniowej Staroobrzędowców. W 1925 r. współorganizował 1 Wszechpolski Zjazd Staroobrzędowców w Wilnie, na którym wybrano go zastępcą przewodniczącego Rady Naczelnej Kościoła Staroobrzędowego w RP. Do 1928 r. był członkiem specjalnej komisji przy Ministerstwie Wyznań Religijnych i Oświecenia Publicznego, mającej sformalizować prawnie działalność staroobrzędowców w Polsce. W 1930 r. został przewodniczącym Rady Naczelnej Kościoła Staroobrzędowego w RP. W latach 30. organizował kursy pedagogiczne dla nauczycieli – staroobrzędowców. Udzielał się też w życiu społecznym i kulturalnym mniejszości rosyjskiej w II Rzeczypospolitej. Pod koniec czerwca 1931 r. uczestniczył w 1 Wszechpolskim Zjeździe Rosyjskich Organizacji Mniejszościowych w Polsce, na którym został wybrany przewodniczącym Rady Związku Rosyjskich Organizacji Mniejszościowych w Polsce. W sierpniu tego roku reprezentował emigrację rosyjską w II RP w VII Międzynarodowym Kongresie Mniejszości Narodowych w Genewie. W grudniu 1932 r. we Lwowie wszedł w skład Rady Rosyjskiego Zjednoczenia Narodowego. W listopadzie 1933 r. brał udział w IX Kongresie Zjednoczonych Narodów Europy w Bernie. Występował tam m.in. w obronie praw Żydów w Niemczech. W 1930, 1935 i 1938 r. z ramienia BBWR wybierano go na posła III, IV i V kadencji Sejmu RP z okręgów Święciany i Brasław. Wchodził w skład kilku komisji sejmowych. Był autorem licznych artykułów o charakterze kościelnym i społeczno-kulturalnym, publikowanych m.in. w wileńskiej gazecie rosyjskiej „Наше Время" (potem „Русское Слово”). Po ataku wojsk niemieckich, a następnie Armii Czerwonej na Polskę we wrześniu 1939 r., zbiegł do Kowna, gdzie wszedł w skład Centralnej Rady Staroobrzędowców Litwy. Po zajęciu tego kraju przez Sowietów latem 1940 r., przedostał się do Wiednia. Pod koniec 1941 r. rozpoczął współpracę z władzami III Rzeszy, angażując się w negocjacje ze społecznością rosyjską odnośnie do stworzenia proniemieckiego rządu antykomunistycznego, zakończonych fiaskiem. Jesienią 1943 r. powrócił na okupowaną Litwę, gdzie w Kownie wybrano go przewodniczącym Rady Naczelnej Staroobrzędowców na Litwie. W połowie 1944 r. ewakuował się do Niemiec. Po zakończeniu wojny przebywał w obozie dla dipisów w miasteczku Bludenz w Austrii. Pracował jako tłumacz w służbie społecznej uchodźców cywilnych. Następnie zamieszkał we Francji. W 1949 r. wyemigrował do USA. W latach 1950–1962 działał w Rosyjskim Stowarzyszeniu Samopomocy. Uczestniczył w zjazdach staroobrzędowców.